# ماورو ماتشادو دا سيلفا
ماورو ماتشادو دا سيلفا (بالبرتغالية: Mauro Machado‏) هو لاعب كرة قدم برازيلي في مركز حراسة المرمى، ولد في 22 يناير 1975 في بورتو أليغري في البرازيل. لعب مع نادي مادوريرا.

## وصلات خارجية
- ماورو ماتشادو دا سيلفا على موقع قاعدة بيانات كرة القدم.إي يو (الإنجليزية)
- ماورو ماتشادو دا سيلفا على موقع Soccerway.com (الإنجليزية)